# Ambalavero
Ambalavero est une commune rurale malgache située dans la région de Fitovinany.